# بن بروکس
بن بروکس (انگلیسی: Ben Brooks؛ زادهٔ ۱۹۹۲) یک نویسنده اهل انگلستان است. این نویسنده در سال ۲۰۱۵ میلادی جایزه ادبی سامرست موم را به خاطر نگاشتن کتاب لولیتو از آن خود کرد.
معروف‌ترین کتاب او با عنوان بالغ شدن است که در سال ۲۰۱۱ منتشر شد. مضمون این داستان در مورد نوجوانی به‌نام جاسپر است که در واپسین سال تحصیلی اجباری خود است که پس از پایان این سال می‌تواند تصمیم بگیرد که به تحصیل خود ادامه دهد یا خیر ولی این نوجوان نیز همانند دیگر دوستان و هم‌سالان خود در این دوره مجذوب مصرف الکل، آمیزش جنسی و مواد مخدر در اوقات بیکاری خود می‌شود. با وجود این مسائل شخصیت این داستان وارد یک سری از مشکلات در دوران نوجوانی می‌شود.